# SSAB Oxelösund
SSAB Oxelösund AB är ett stålproducerande företag hemmahörande i Oxelösund, ursprungligen grundat för Gränges för att förädla järnmalm från bolagets gruvor i Grängesberg med omnejd. Oxelösunds Järnverks AB, som länge ägdes av Gränges, spelade och spelar en central roll i svensk stålindustri. Verksamheten överfördes i samband med 1970-talets stålkris 1978 till det då nybildade SSAB. Sedan 1988 utgör tillverkningsenheten i Oxelösund ett eget dotterbolag. År 2014 hade SSAB i Oxelösund cirka 2 400 anställda.

## Historia[1]

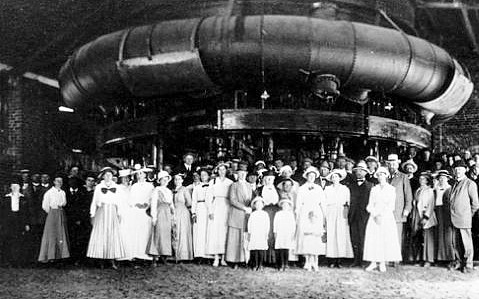
Oxelösunds järnverk invigning 1917.

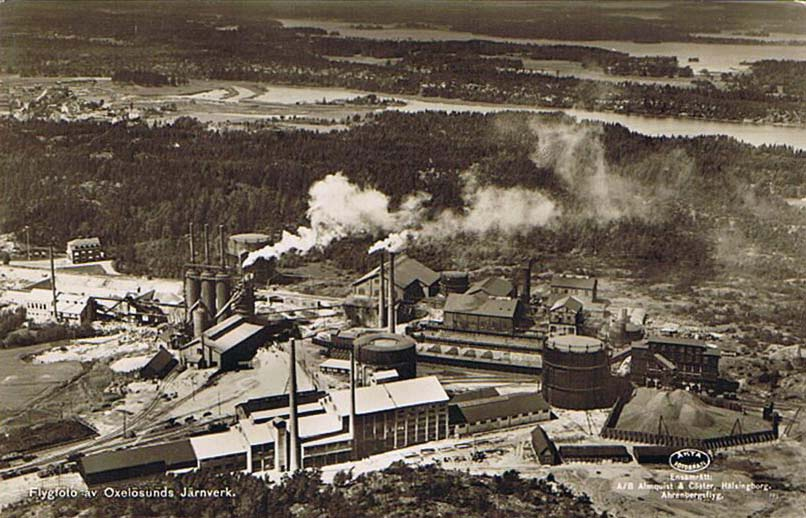
Ett tidigt flygfoto över Oxelösunds järnverk som visar dess ursprungliga storlek.

Sedan 1870-talet fraktades järnmalm från bland annat Grängesbergs gruvor i Bergslagen till Oxelösund för export via Trafikaktiebolaget Grängesberg–Oxelösunds Järnvägar (TGOJ). Det var dock länge osäkert om ett järnverk skulle etableras i Oxelösund, då mycket talade för Varberg på Sveriges västkust som en alternativ plats. Att järnverket slutligen anlades i det lilla östersjösamhället Oxelösund berodde på ett samarbete mellan den franske industrimannen Charles de Wendel och Grängesbergsbolaget. De Wendel, som redan 1857 hade varit med och grundat stålverket Le Fils de Francois de Wendel et Cie i Lothringen, ville förädla malmen i Sverige och köpte mark i Oxelösund. I början av 1910-talet, när de europeiska alternativen för stålproduktion inte höll måttet, började diskussioner om att uppföra ett järnverk i Sverige, och Grängesbergsbolaget såg möjligheten att styra projektet mot Oxelösund då staten hade begränsat malmexporten vilket gjorde att Grängesbergsbolaget behövde avsättning för malmen även inom landet. 
En stor fördel med Oxelösund var dess djuphamn, som var tillgänglig för djupgående fartyg större delen av året. Dessutom fanns redan etablerade upplagsplatser för malm och kol på området, och järnvägsförbindelserna var välutvecklade. Oxelösunds Jernverks AB bildades 1913, med ingenjören Knut "Geo" Hamfeldt som första verkställande direktör, och projektet finansierades av Gränges och det franska bolaget de Wendel et Cie och påbörjade förändringen av Oxelösund från ett fiske- och lotssamhälle med cirka 1200 invånare mot vad det är idag. 
Bygget av järnverket startade 1914, men på grund av första världskrigets utbrott och brist på arbetskraft blev processen segdragen. Det dröjde till den 28 juni 1917 innan masugnen kunde tas i drift, och invigningen skedde den 19 juli samma år, med landshövdingen i spetsen.
Det som gjorde järnverket i Oxelösund unikt var att det blev det första i Sverige som baserade sin järnframställning på koks, till skillnad från den traditionella träkolsbaserade framställningen. Koksen utvanns ur stenkol i ett eget koksverk, men stenkolen importerades. På grund av brist på kol, som orsakades av leveransproblem under första världskriget, tvingades masugnen stänga redan efter 39 veckors drift. Under den korta tiden producerade masugnen cirka 21 000 ton tackjärn, vilket var en betydande mängd jämfört med de traditionella träkolsmasugnarna. Masugnen i Oxelösund producerade 125 ton per dygn, jämfört med träkolsmasugnar som endast producerade cirka 30 ton per dygn. Tack vare koksens höga energiinnehåll och förmåga att generera högre temperaturer kunde man bygga större och mer effektiva masugnar.
1955 tog Gränges över verksamheten i sin helhet och mellan 1957 och 1961 genomförde Gränges en omfattande expansion av anläggningen, och det blev ett integrerat järn-, stål- och valsverk med grovplåt som huvudprodukt. Det innebar att antalet anställda gick från 700 till 3 000 personer.Den nya anläggningen invigdes den 17 juni 1961 i närvaro av kung Gustav VI Adolf, och 1967 togs stränggjutningsmaskin 1 i bruk. För att möjliggöra denna expansion revs en stor del av Oxelösunds gamla stadskärna.
Under 1970-talets stålkris övertog staten majoriteten av aktierna i Oxelösunds Järnverks AB från Gränges. År 1978 sammanfördes verksamheten med statliga Norrbottens järnverk och Stora (företag)-ägda Domnarvets Jernverk till det nybildade bolaget Svenskt Stål AB (SSAB). Efter en stor omorganisation av SSAB 1988 blev Oxelösunds järnverk ett eget dotterbolag med namnet SSAB Oxelösund.

## Verket idag
Idag tillverkas grovplåt från 4 mm och uppåt vid SSAB Oxelösund, som är Sveriges enda stålverk som har en hel produktionslinje, från råvaror till valsad plåt. Verket producerar cirka 790 000 ton grovplåt per år. 90 % av produktionen exporteras och den största enskilda marknaden är Tyskland. SSAB Oxelösunds produktsortiment utgör en nisch av höghållfast stål med låg legeringsgrad med varumärken som Hardox, Weldox, Armox och Toolox.

## Bilder

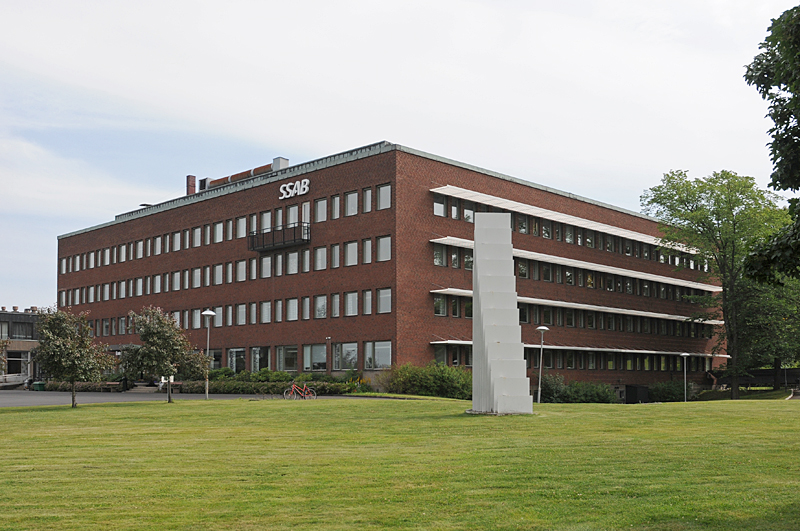
SSAB:s kontor i Oxelösund
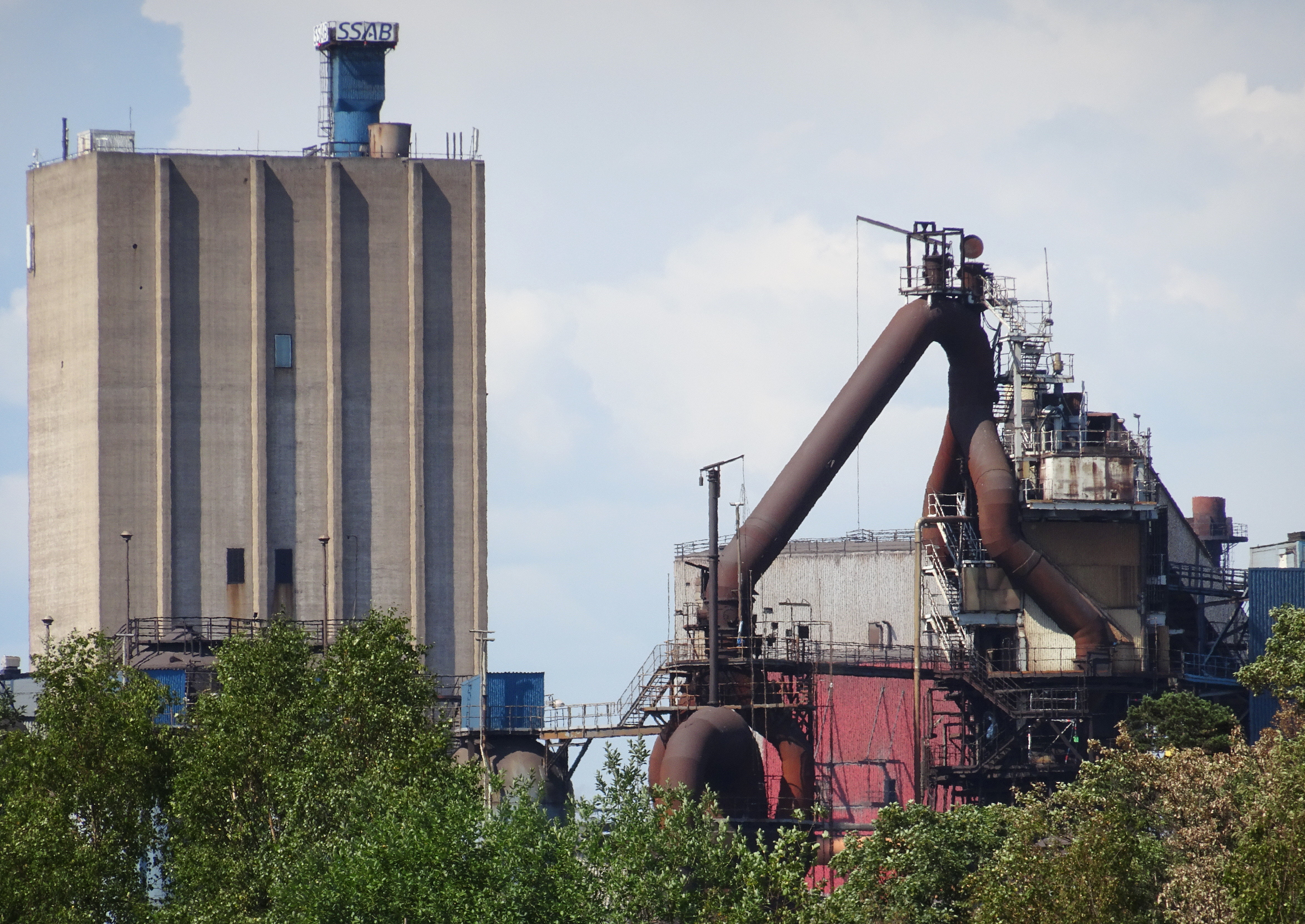
SSAB Oxelösund, fabriksområdet
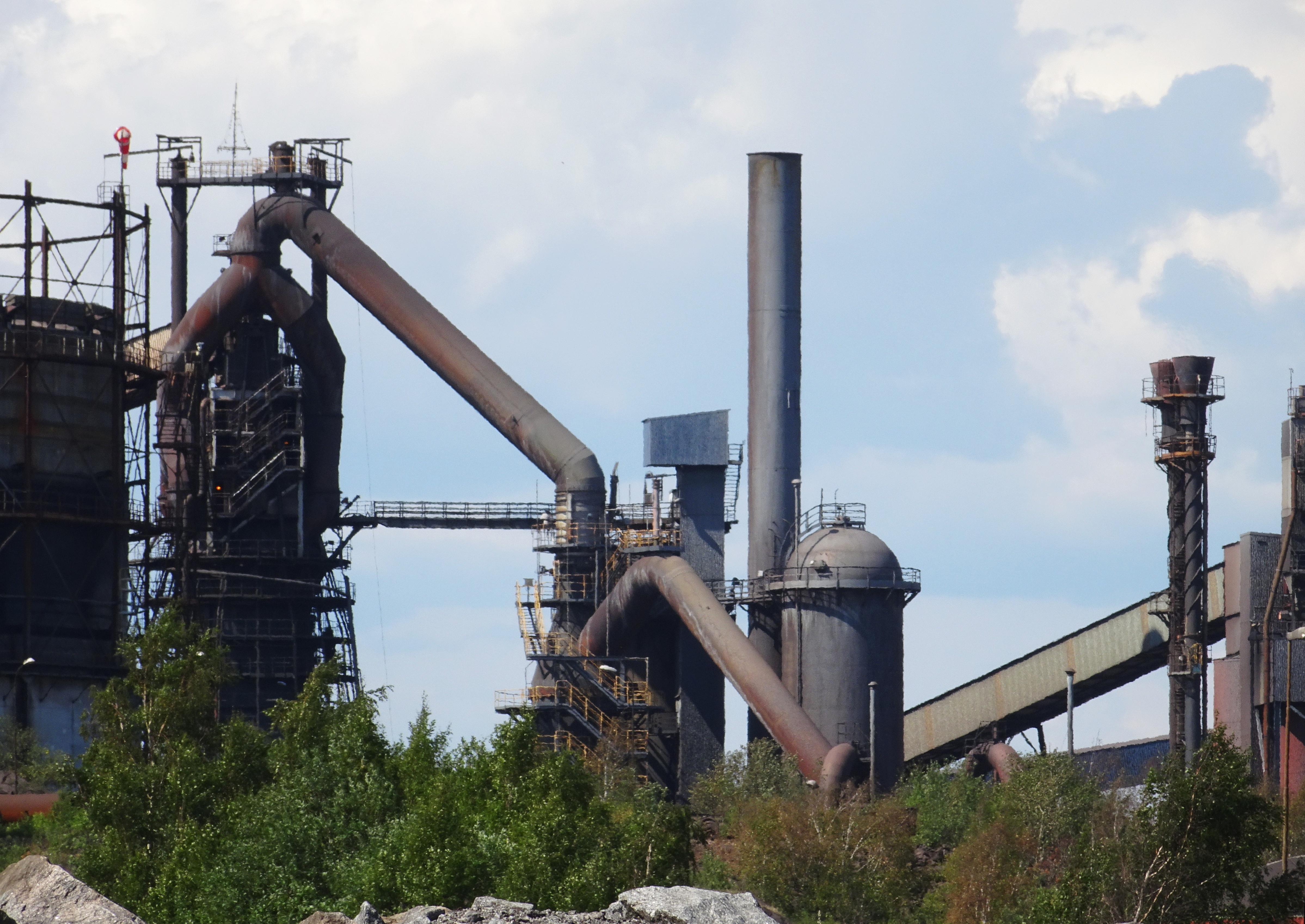
SSAB Oxelösund, fabriksområdet
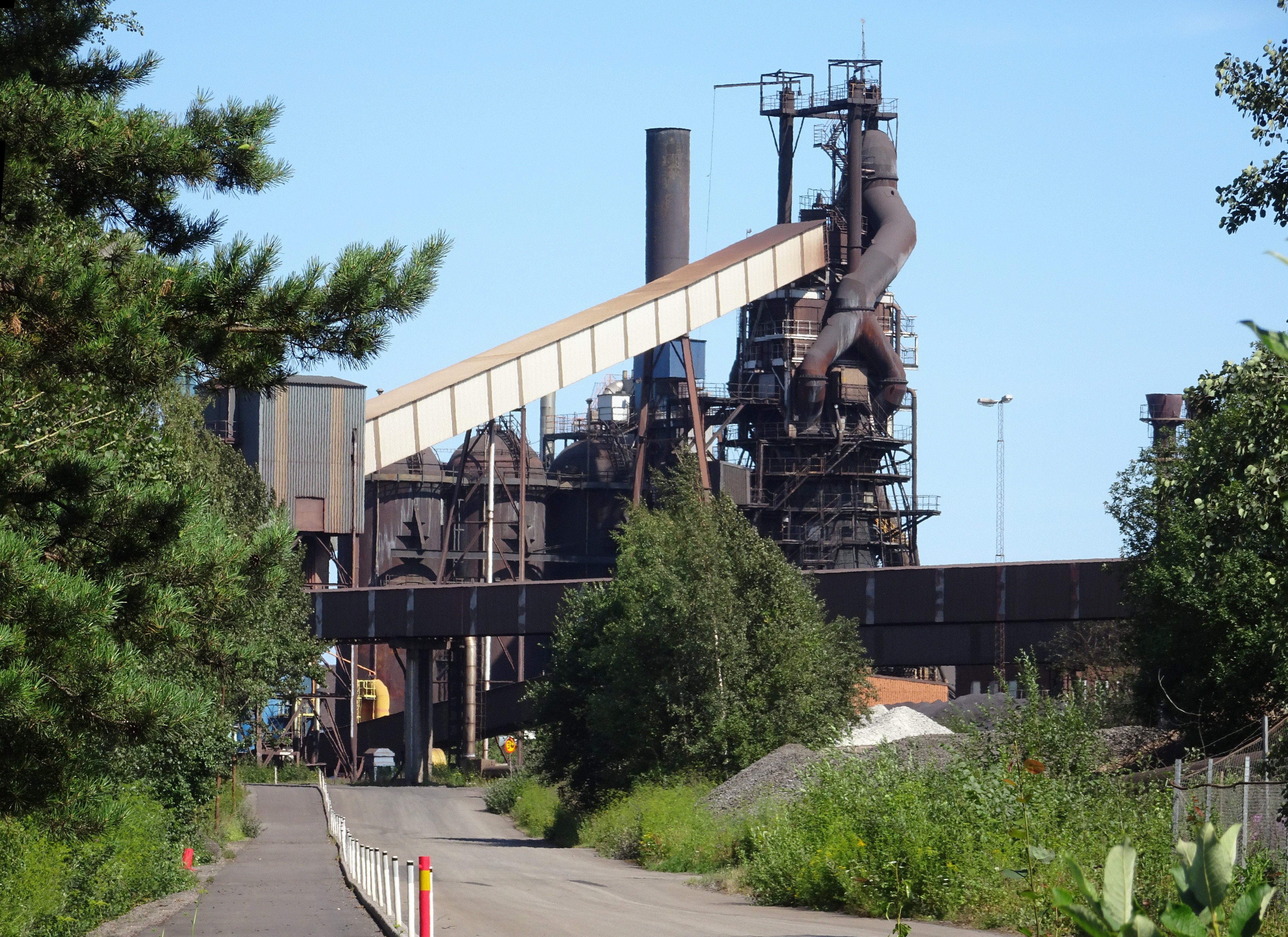
SSAB Oxelösund, fabriksområdet